# Jochen Wiedemann
Jochen Wiedemann (* 22. Dezember 1952 in Essen) ist ein deutscher Ingenieur und emeritierter Hochschullehrer mit Fachgebiet Kraftfahrzeugtechnik.

## Leben
Wiedemann besuchte das Clemens-Brentano-Gymnasium in Dülmen/Westfalen, wo er 1972 die Reifeprüfung ablegte. Im Anschluss studierte er allgemeinen Maschinenbau an der Ruhr-Universität Bochum. Nach seinem Diplom 1977 besuchte er zunächst einen Diploma Course am von Karman Institut für Strömungsmechanik (VKI) in Rhode-Staint-Genèse, Belgien. Danach kehrte er wieder an die Ruhr-Universität zurück und arbeitete dort 1978–1983 am Institut für Thermo- und Fluiddynamik. 1983 promovierte er bei Klaus Gersten über den „Einfluss von Ausblasen und Absaugen an durchlässigen Wänden auf Strömungen bei großen Reynoldszahlen“.
Von 1984 bis 1998 war er auf dem Gebiet der Fahrzeugaerodynamik, Aeroakustik und Aeroelastik bei der Audi AG in Ingolstadt tätig, seit 1991 als Fachgruppenleiter und seit 1995 als Mitglied des Managements. Zudem hatte er die Projektleitung für Planung, Erstellung und Inbetriebnahme des Ende der 1990er-Jahre fertiggestellten Audi-Windkanalzentrums inne.
1998 wurde er als Nachfolger von Ulf Essers ordentlicher Professor für Kraftfahrwesen sowie geschäftsführender Direktor des Instituts für Verbrennungsmotoren und Kraftfahrwesen (IVK) der Universität Stuttgart. Mit der Übernahme dieses Amtes war auch die Vorstandschaft für Kraftfahrwesen des Forschungsinstituts für Kraftfahrwesen und Fahrzeugmotoren Stuttgart (FKFS) verbunden. Seit April 2019 befindet sich Wiedemann im Ruhestand. Sein Nachfolger am FKFS bzw. IVK ist Andreas Wagner. Das IVK wurde am 1. April 2020 in Institut für Fahrzeugtechnik Stuttgart (IFS) umbenannt.

## Veröffentlichungen

### Monographien
- mit Klaus Gersten: Widerstandsverminderung umströmter Körper durch kombiniertes Ausblasen und Absaugen an der Wand. (Forschungsberichte des Landes Nordrhein-Westfalen; Nr. 3103). Westdeutscher Verlag, Opladen 1982, ISBN 3-531-03103-1.
- Der Einfluß von Ausblasen und Absaugen an durchlässigen Wänden auf Strömungen bei großen Reynoldszahlen. Dissertation, Ruhr-Universität, Bochum 1983.
- Laser-Doppler-Anemometrie. Springer, Heidelberg 1984, ISBN 3-540-13482-4.

### Herausgeberschaft (Auswahl)
- Progress in Vehicle Aerodynamics and Thermal Management: Proceedings of the 10th FKFS-Conference . Expert-Verlag, Renningen 2015, ISBN 978-3816933229.
- mit Michael Bargende und Hans-Christian Reuss: Tagungsbände zum Internationalen Stuttgarter Symposium: Automobil- und Motorentechnik (Veröffentlichungsreihe).

## Auszeichnungen
- 2004 Ernennung zum Professor der Tongji-Universität Shanghai auf Beschluss der wissenschaftlichen Kommission des Chinesisch Deutschen Hochschul Kollegs (CDHK)
- 2009 Verleihung des Magnolia Silver Award der Stadt Shanghai für Verdienste um die soziale und wirtschaftliche Entwicklung Shanghais